# Seoul Air Base
Seoul Air Base (koreanska: 서울공항, engelska: Seoul Airport, Seongnam Air Base) är en flygplats i Sydkorea.   Den ligger i kommunen Seongnam-si och provinsen Gyeonggi, i den nordvästra delen av landet, 18 km sydost om huvudstaden Seoul. Seoul Air Base ligger 28 meter över havet.
Terrängen runt Seoul Air Base är kuperad åt sydost, men åt nordväst är den platt. Runt Seoul Air Base är det mycket tätbefolkat, med 6 472 invånare per kvadratkilometer. Närmaste större samhälle är Seoul, 17,8 km nordväst om Seoul Air Base. Runt Seoul Air Base är det i huvudsak tätbebyggt.